# Malik Shah II
Malik-Shah II (en persa: ملک شاه دوم‎) o Mu'izz ad-Din Malik Shah II fue sultán selyúcida en Bagdad durante 1105. Era nieto de Malik Shah I, hijo de Barkyaruk, teóricamente el jefe de la dinastía, aunque su pariente Ahmad Sanjar en Jorasán probablemente tenía un poder más efectivo.
A la muerte de su padre a comienzos del 1105 (con 25 años), era todavía un niño (4 o 5 años) cuando fue proclamado en Bagdad por el atabeg Amir Ayaz y el visir Sad al-Mulk Abu l-Muhasim. No se pudo sostener y fue eliminado por su tío Muhammad I Tapar (Muhammad I ibn Malik Shah o Muhammad ibn Malik-Shah ) que lo hizo matar junto con su atabeg (1105).
- Datos: Q1378402